# 김시우 (남자 배우)
김시우(2014년 5월 29일 ~ )는 대한민국의 배우이다.

## 출연 작품

### 드라마
- 2020년 EBS1 어린이 예능프로그램  《뭐든지 뮤직박스 시즌 3》
- 2021년 tvN 목요드라마  《슬기로운 의사생활 2》 ... 승원 역
- 2021년 tvN 토일 드라마  《빈센조》 ... 어린 빈센조 까사노 역 (송중기 아역)
- 2022년 디즈니 + 오리지널 《그리드》 ... 어린 김새하 역 (서강준 아역) 역
- 2022년 티빙 오리지널 《아직 최선을 다하지 않았을 뿐》 ... 엄가람 역
- 2022년 KBS1 일일드라마 《으라차차 내 인생》 ... 서힘찬 역
- 2023년 디즈니 + 수요드라마 《무빙》 - 어린 이강훈 역 (김도훈 아역)
- 2023년 KBS2 월화드라마 《혼례대첩》 ... 조근석 역
- 2024년 SBS 금토드라마 《지옥에서 온 판사》 ... 어린 다온 역 (김재영 아역)
- 2024년 넷플릭스 오리지널 시리즈 《Mr. 플랑크톤》 ... 어린 해조 역 (우도환 아역)
- 2025년 KBS2 저녁 일일드라마 《여왕의 집》